# Bezirksrabbinat Buttenhausen
Das Bezirksrabbinat Buttenhausen entstand 1832 in Buttenhausen in Württemberg und war eines von 13 Bezirksrabbinaten, die auch als Bezirkssynagogen bezeichnet wurden.

## Geschichte
Durch einen Erlass des Ministeriums des Innern vom 3. August 1832 wurden nach der Zusammenlegung oder Auflösung verschiedener jüdischer Gemeinden die nun insgesamt 41 Kirchengemeinden in 13 Bezirksrabbinate eingeteilt. Buttenhausen wurde Sitz eines Rabbinatsbezirks, da dort eine große jüdische Gemeinde bestand, die 1870 442 Mitglieder hatte. Die Bezirksrabbinate waren der ebenfalls 1832 geschaffenen Oberkirchenbehörde unterstellt.
Nach 1887 wurde das Rabbinat Buttenhausen mit dem Rabbinat Buchau in Personalunion vereinigt und am 1. Juli 1913 wurde das Bezirksrabbinat Buttenhausen aufgehoben. Die jüdische Gemeinde Buttenhausen wurde dem Bezirksrabbinat Buchau angegliedert.

## Aufgaben
Die Aufgaben umfassten den Vollzug der landesherrlichen Verordnungen, die Verkündigung und den Vollzug der Verordnungen der Oberkirchenbehörde, Beratungen über Schulangelegenheiten, die Verwaltung von Stiftungen und die Verteilung von Almosen. Zur Finanzierung der Bezirksrabbinate wurden Umlagen von den einzelnen jüdischen Gemeinden bezahlt.

## Gemeinden des Rabbinatsbezirks
- Jüdische Gemeinde Buttenhausen

## Bezirksrabbiner
- bis 1835 Salomon Levi
- 1835 bis 1858 Marx Kallmann
- 1859 bis 1867 Samson Gunzenhauser
- 1868 bis 1874 Michael Silberstern
- 1874 bis 1880 Jakob Stern
- 1880 bis 1887 Jonas Laupheimer
- 1908 bis 1942 Naphtali Berlinger[1]